# Caffrowithius lucifugus
Espèce
Synonymes
- Plesiochernes lucifugus Beier, 1959

Caffrowithius lucifugus est une espèce de pseudoscorpions de la famille des Chernetidae.

## Distribution
Cette espèce est endémique du Congo-Kinshasa. Elle se rencontre vers Lubudi.

## Publication originale
- Beier, 1959 : Pseudoscorpione aus dem Belgischen Congo gesammelt von Herrn N. Leleup. Annales du Musée du Congo Belge, Sciences Zoologiques, vol. 72, no 8, p. 5-69.